# Клопката на Мегре
„Клопката на Мегре“ (на френски: Maigret tend un piège) е криминален филм от 1958 година с участието на Жан Габен и Ани Жирардо, копродукция на Франция и Италия. Филмът е адаптация на едноименния роман на белгийски писател Жорж Сименон и е част от поредицата филми и романи за измисления персонаж, детектив Жул Мегре.

## Сюжет
Внимание:  Текстът по-долу разкрива сюжета на произведението (или части от него)!
От известно време жените, прибиращи се по тъмно у дома, биват зверски убивани от мистериозен сериен убиец. Инспектор Лагрум (Оливие Юсено) си мисли, че е намерил виновника в лицето на местния месар Барберо (Алфред Адам). Но Мегре (Жан Габен), който поема разследването, не е убеден в това. Дълбоко в себе си той знае, че убиецът е все още на свобода и трябва да намери начин да го хване в капан.

## В ролите
| Изпълнител       | Роля                    |
| ---------------- | ----------------------- |
| Жан Габен        | Жул Мегре               |
| Ани Жирардо      | Ивон Мурен              |
| Оливие Юсено     | инспектор Лагрум        |
| Жана Боател      | Луиза Мегре             |
| Люсиен Божер     | госпожа Веюв Адел Мурен |
| Жан Дебокур      | Камил Гимар             |
| Ги Декомбъл      | Мазе                    |
| Полет Дюбо       | Морисет Барберо         |
| Жак Илинг        | патолога                |
| Юбер Дьо Лапарен | съдия Комельо           |
| Алфред Адам      | Емил Барберо            |
| Жан Десаи        | Марсел Мурен            |

## Награди и номинации
- Награда Едгар от наградите Едгар Алън По за най-добър чуждестранен филм от 1959 година.
- Номинация за БАФТА за най-добър филм от 1960 година.
- Номинация за БАФТА за най-добър чуждестранен актьор на Жан Габен от 1960 година.
- Номинация за БАФТА за най-добър чуждестранен актьор на Жан Десаи от 1960 година.[4]